# Enjoi
Enjoi es una compañía de skateboards, que vende tablas, ropa y accesorios para dicho deporte. El logo de la marca es un Panda estilizado.

## Historia
Originalmente, Marc Johnson y Rodney Mullen eran quienes encabezaban y estaban al cargo de esta compañía, pero desde septiembre de 2012, Enjoi es distribuida por Dwindle Distribution, una división de Globe International.
Johnson eventualmente dejó a la compañía para unirse al equipo de Chocolate skateboards. Johnson aclaró, que la razón por la cual se fue, era que definir dos veces cada decisión de la marca se volvió aburrido muy rápido.."
Rodney Mullen, cofundador de Almost Skateboards en 2003, continua hasta este momento con Enjoi.

## Equipo

### Profesional
- Jerry Hsu
- Cairo Foster
- Caswell Berry
- Wieger Van Wageningen
- Louie Barletta,que decidió abandonar la marca por causas desconocidas
- Jose Rojo

### Amateur
- Clark Hassler
- Nestor Judkins
- Ben Raemers
- Zach Wallin
- Ryan Lay[5]

## Vídeos
Enjoi lanzó su primer video "Bag of Suck", en 2006 y ganó el premio a mejor video del año de Transworld, en 2007.